# 黃溫恭
黃溫恭（1920年12月30日—1953年5月20日），生於高雄市路竹區，外科醫師、牙醫師，是路竹地區的首位牙醫師。1952年，因涉入中國共產黨臺灣省工作委員會燕巢支部案，自首後判刑十五年，但被蔣中正下令槍決，是台灣戒嚴時期遭處決的共產黨員之一。

## 生平
其父親居於高雄路竹後鄉村，是一名漢醫，也是當地村長。
黃溫恭生於1920年，末廣公學校畢業後考入台南二中就讀，與一般台灣人一樣在中學時才感覺到日本對台灣人的不公平對待出現反日的情形，1938年中學五年級時，與台南一中日本學生打架將對方打成重傷而遭學校退學處分，肄業於臺南州立臺南第二中學校（由于国民政府的调換，今为台南一中）。遭退學後，其父親送他至日本關東中學校完成中學學業後習醫，就讀日本齒科專門學校（今日本齒科大學），取得牙醫師與外科醫師資格。畢業後，加入關東軍成為軍醫至哈爾濱服務。1945年，日本投降，結束第二次世界大戰。黃溫恭返回台灣在家鄉開業，成為路竹鄉當時第一位也是唯一的一位牙醫。黃溫恭之妻楊清蓮畢業於長榮女中，當時在小學任教。兩人婚後生下一子二女。
黃溫恭返台目睹台灣經濟的惡化，與幼時玩伴陳廷祥的叔叔建中校長陳文彬組讀書會，並在故鄉開始教導閱讀左傾讀物。在判決書中，稱黃溫恭在高雄路竹加入共產黨，其中學同學陳廷祥，當時服務於燕巢鄉公所，經黃溫恭介紹，加入中國共產黨，隨後組織了燕巢支部。其子黃大一原推測，因於國共內戰中，其父滯留中國東北。當時東北由共產黨控制，為順利返鄉，其父黃溫恭才因此成為中共黨員。
而在2011年，發現已是百歲人瑞的盧燦圭，盧口述當年係由他介紹黃溫恭入黨，他是路竹支部書記，而他的上級單位是高雄市工作委員會的負責人獅甲國校教師朱子慧，由於光明報牽連基隆市工作委員會遭破獲，1949年10月31日省工委高雄市工作委員會書記陳澤民遭逮捕，大量高雄工委會成員落網，盧燦圭遭捕後雖未將黃溫恭供出，爾後蔡孝乾叛變，黃溫恭想到家中妻兒備感壓力下，與黃金清、馬玉堂一起出面自首，但黃溫恭則未供出同在燕巢支部的幼時玩伴陳廷祥，其他遭逮補的成員則透露了陳廷祥與黃溫恭的關係，黃溫恭遂被認為「自首不誠」。
經法院審理，判處15年徒刑。於桂永清上呈報告後，蔣中正總統手諭改批死刑。1953年5月20日黃在馬場町槍決。行刑前一夜，他留下五封遺書給家屬，並希望自己的遺體交給台大醫學院作為醫學研究之用。但遺書並沒有被交給家屬，遺體無人收屍，葬在台北市六張犁。

## 家庭
其妻楊清蓮，長子黃大一，其女黃鈴蘭、黃春蘭。在黃溫恭被捕時，黃大一時年五歲，其妹黃春蘭尚未出生。
在黃溫恭過世後，其妻未改嫁，獨力撫養子女成人。其子黃大一留學美國，為化學師、程式設計師，也是一名古生物學家。其么女黃春蘭，生下張旖容。張旖容在高中時閱讀其舅黃大一的自傳，知道黃溫恭是遭政府槍決過世，開始研究黃溫恭的過去。
2007年5月，二二八事件紀念基金會與手護台灣大聯盟在國立臺灣民主紀念館舉行「再見，蔣總統」展覽，展出蔣中正總統手稿。經網友發現，其中一份為批核黃溫恭死刑的手諭。張旖容向檔案管理局要求調閱當年的官方文件，在其中發現了其外祖父黃溫恭的五封遺書。2009年8月2日，檔案管理局表示，這些文件是依法取得，黃溫恭家屬希望取得，必須在將來修改法規後才能返還家屬，目前只能先提供家屬文件副本。
2011年7月15日，在台灣解嚴廿四週年紀念日儀式中，中華民國總統馬英九將這五封遺書正本送交黃溫恭家屬。

## 相關紀念
2013年，中國人民解放軍總政治部聯絡部建立無名英雄廣場，紀念在台灣被處決的「隱蔽戰線烈士」。黃溫恭被列名在其中。

## 外部連結
- 張旖容〈往事並不如煙：外公的白色恐怖〉 （页面存档备份，存于）